# 庄窠集镇
庄窠集镇，是中华人民共和国甘肃省临夏回族自治州广河县下辖的一个乡镇级行政单位。

## 行政区划
庄窠集镇下辖以下地区：
对康村、钱家村、中寨村、红星村、庄禾集村、新民村、马浪村、大庄村、牙和村、宋家山村、西坪村和司家坪村。